# 克里斯蒂安·烏爾里希二世
克里斯蒂安·烏爾里希二世（德語：Christian Ulrich II.，1691年1月27日—1734年2月7日），符騰堡-威廉明諾特公爵，克里斯蒂安·烏爾里希一世之子。

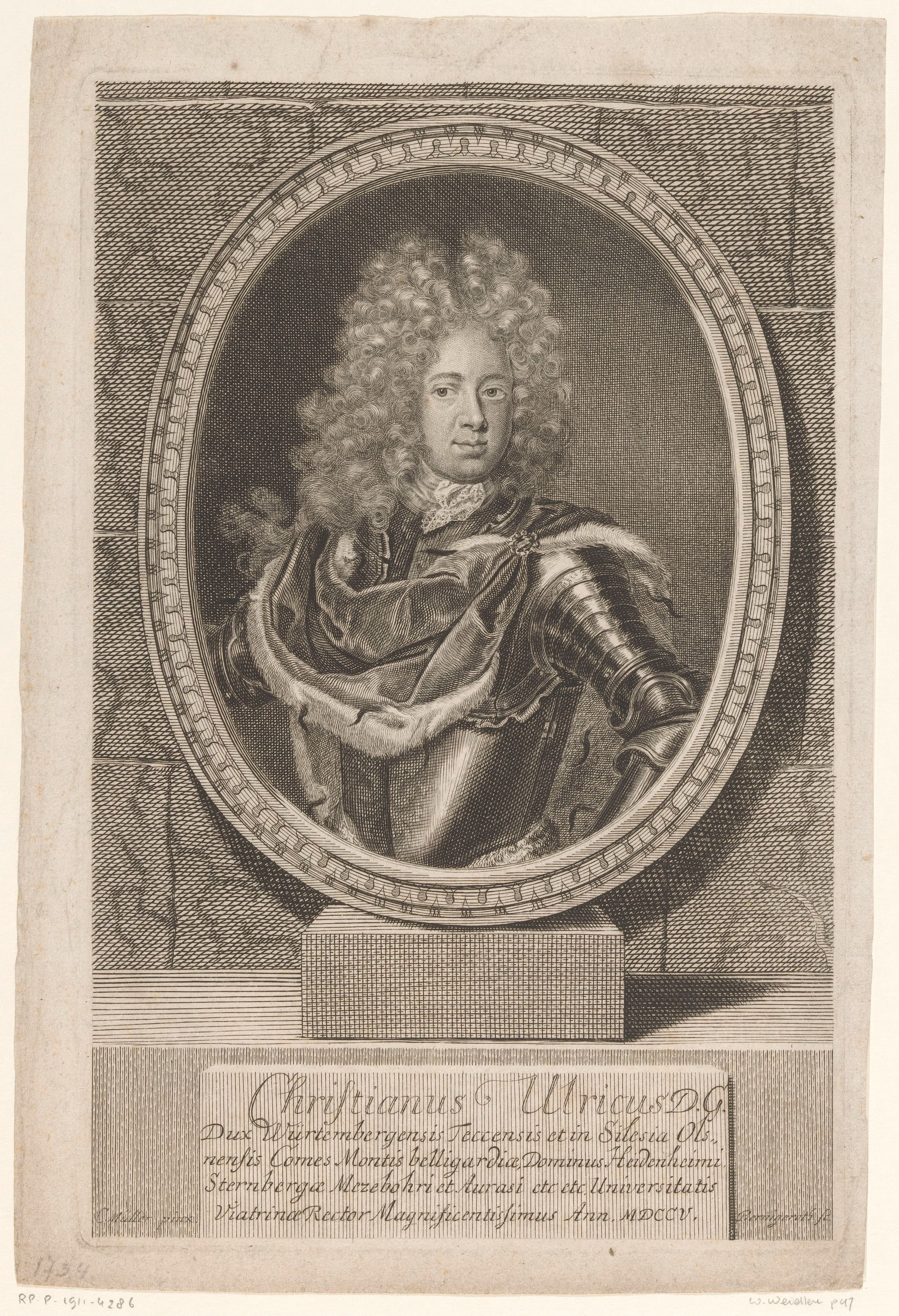

## 家庭
1711年，克里斯蒂安·烏爾里希與菲律賓·夏洛特（Philippine Charlotte）結婚，兩人共有1子2女：
1. 伊莉莎白·索菲（1714年—1716年），夭折
2. 烏爾里克·路易絲（1715年—1748年）
3. 卡爾·克里斯蒂安·埃爾德曼（1716年—1792年）